# Anita Garbo
Anita Garbo, Künstlername von Anita Ferrari, ist eine britisch-italienische Sängerin, die 1977 drei Singles veröffentlichte, von denen nur Miracles ein Hit wurde und Platz 13 der niederländischen Charts erreichen konnte.

## Leben
Garbo ist die Tochter eines italienischen Vaters und einer englischen Mutter. Sie wuchs in Birmingham auf. Bei einem Auftritt in einem dortigen Nachtclub wurde sie vom schwedischen Produzenten Jan Olafssen entdeckt. Der erste Song wurde Miracles(1977), ein Cover des Instrumentalstücks Miracles (A Mini Epic), das zwei Jahre zuvor von der Niederländischen Gruppe Oppo im Rahmen eines Werbespots, gedreht 1975 in Amsterdam, für den Leyland Mini Cooper veröffentlicht worden war. Die Version von Garbo ist der Musik von Sparks sehr ähnlich. Laut Produzent Olafssen war das ein Zufall. Die Streicherbegleitung wurde von E.L.O.-Frontmann Jeff Lynne arrangiert, mit dem Garbo zu dieser Zeit eine Beziehung hatte. Das Lied erreichte Platz 11 in den Nederlandse Top 40 und Platz 12 auf der flämischen Liste Ultratop 50.